# Wilhelm Philipp Schimper

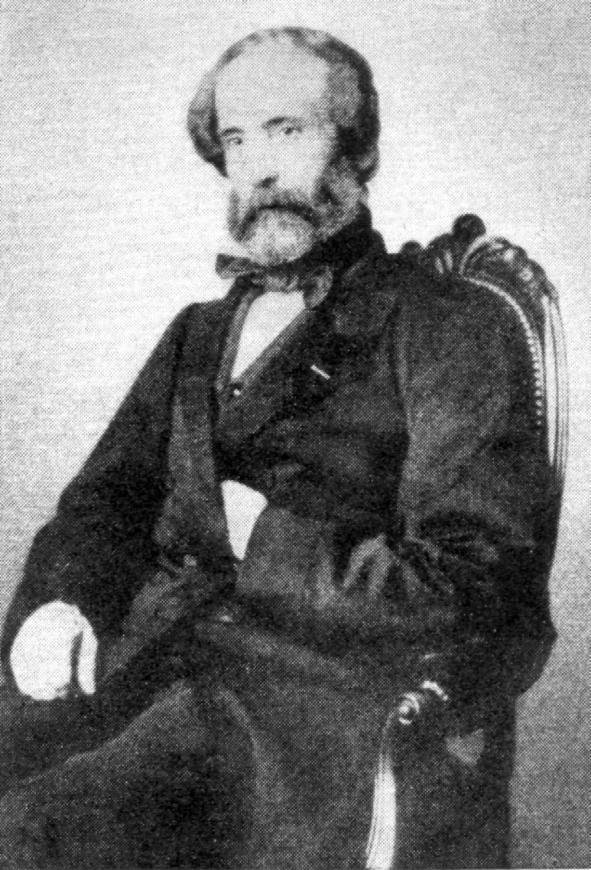

Wilhelm Philipp Schimper (Dossenheim in de Elzas bij Zabern, 12 januari 1808 - Straatsburg, 20 maart 1880) was een Duitse botanicus, geoloog en paleobotanicus. Zijn afkorting als botanische auteur is 'Schimp.'. 

## Biografie
Wilhelm Philipp Schimper was de neef van de broers Karl Friedrich Schimper en Wilhelm Schimper en de vader van Andreas Franz Wilhelm Schimper. Omdat hij zich wetenschappelijk bezighield met onder meer mossen, staat hij ook wel bekend als de ‘Moschimper’ om hem te onderscheiden van zijn naamgenoten.
Schimper studeerde van 1826 tot 1828 filosofie, wiskunde en filologie aan de Universiteit van Straatsburg, en daar vanaf 1828 theologie. Na kleinere wetenschappelijke reizen werd hij in 1835 werkzaam als assistent bij het Zoölogisch Museum van de stad Straatsburg, werd hij conservator en bibliothecaris van de collecties in 1838, directeur van het museum in 1839 en gaf hij tevens les als hoogleraar geologie, mineralogie en natuurwetenschappen aan de universiteit van 1862 tot 1879. De nadruk van zijn werk lag op de systematiek van mossen en plantenfossielen.
De term Paleoceen voor de laagste reeks van het Tertiair (65 tot 53 miljoen jaar geleden) werd bedacht door Wilhelm Philipp Schimper.

## Onderscheidingen
Sinds 1854 was hij corresponderend lid van de Académie des sciences in Parijs. Schimper werd in 1862 verkozen tot lid van de Deutsche Akademie der Wissenschaften Leopoldina. Hij werd in 1866 verkozen tot lid van de American Philosophical Society. Hij werd corresponderend lid van de Göttingen Academie van Wetenschappen en Geesteswetenschappen in 1872.
Een straat draagt zijn naam in de Orangeriewijk van Straatsburg.
Naar Wilhelm Philipp Schimper zijn de mossengeslachten Schimperella en Schimperobryum vermoemd.

## Werk
- "Bryologia europaea" (Stuttgart, 1836–55, zes volumes).
- Monographie des plantes du fossiles grès bigarré de la chaine des Vosges, 1841
- Recherches sur les mousses anatomiques et morphologiques, 1850
- Mémoire pour servir à l'histoire naturelle des Sphagnum, 1854
- "Synopsis muscorum europaeorum" (1860, second edition in 1876)
- Le terrain de transition des Vosges, 1862
- Traité de Paléontologie végétale (1869 to 1874 in twee volumes)